# ميخائيل ليبي
ميخائيل ليبي (بالإسبانية: Michael Lepe)‏ هو مدرب كرة قدم ولاعب كرة قدم تشيلي في مركز الوسط، ولد في 30 سبتمبر 1985 في كونثبثيون في تشيلي. لعب مع أونيفرسيداد دي كونسيبسيون ‏.

## وصلات خارجية
- ميخائيل ليبي على موقع قاعدة بيانات كرة القدم.إي يو (الإنجليزية)
- ميخائيل ليبي على موقع Soccerway.com (الإنجليزية)
- ميخائيل ليبي على موقع AS.com (الإسبانية)